# Râşca (Suceava)
Râşca é uma comuna romena localizada no distrito de Suceava, na região de Moldávia. A comuna possui uma área de 207.14 km² e sua população era de 5202 habitantes segundo o censo de 2007.